# 런 위드 더 헌티드
《런 위드 더 헌티드》(Run with the Hunted)는 미국에서 제작된 존 스와브 감독의 2019년 범죄, 스릴러, 액션 영화이다. 론 펄먼 등이 주연으로 출연하였고 제레미 M. 로젠 등이 제작에 참여하였다.

## 출연

### 주연
- 론 펄먼
- 마이클 피트
- 마크 분 주니어
- 드리 헤밍웨이
- 샘 코르틴

### 조연
- 윌리엄 포사이스
- 고어 애브람스
- 카일리 로저스
- 미첼 폴슨
- 슬레인 : 플래너리 역
- 르니 윌렛
- 다릴 콕스

## 제작진
- 배역: 존 스와브
- 배역: 제레미 M. 로젠

## 평가
리뷰 애그리게이터 웹사이트 로튼토마토에 따르면 이 영화의 승인 평점은 10개 리뷰 가운데 0%로서, 평균 점수는 3.82/10이다.